# La Verpillière
La Verpillière es una comuna francesa situada en el departamento de Isère, de la  región de Auvernia-Ródano-Alpes.

## Geografía
Está ubicada en el norte del departamento de Isère, a 25 km al sureste de Lyon.

## Demografía
| 1 795 | 2 487 | 3 285 | 5 400 | 5 595 | 5 691 | 6 018 | 6 528 | 7 226 |
| Para los censos de 1962 a 1999 la población legal corresponde a la población sin duplicidades (Fuente: INSEE [Consultar]) |       |       |       |       |       |       |       |       |